# Yaring (huyện)
Yaring (tiếng Thái: ยะหริ่ง) là một huyện (amphoe) của tỉnh Pattani, phía nam Thái Lan. Tên Thái là một dạng trệch đi của từ Mã Lai Jaring (Jawi: جاريڠ).

## Địa lý
Các huyện giáp ranh (từ phía đông theo chiều kim đồng hồ) là Panare, Mayo, Yarang và Mueang Pattani. Phía bắc là vịnh Thái Lan.

## Hành chính
Huyện này được chia thành 18 phó huyện (tambon), các đơn vị này lại được chia ra thành 81 làng (muban). Có ba thị trấn (thesaban tambon) within Huyện. Bang Pu nằm trên toàn bộ tambon Bang Pu, Yaring nằm trên một phần của tambon Ya Mu, còn Than Yong nằm trên một phần tambon Manang Yong. Có 13 Tổ chức hành chính tambon.
| STT | Tên                | Tên tiếng Thái | Số làng | Dân số |  |
| --- | ------------------ | -------------- | ------- | ------ |  |
| 1.  | Talo               | ตะโละ          | 5       | 2.928  |  |
| 2.  | Talo Kapo          | ตะโละกาโปร์     | 5       | 7.470  |  |
| 3.  | Tanyong Talo       | ตันหยงดาลอ      | 5       | 3.144  |  |
| 4.  | Tanyong Chueng-nga | ตันหยงจึงงา      | 2       | 1.685  |  |
| 5.  | Tolang             | ตอหลัง          | 3       | 2.656  |  |
| 6.  | Takae              | ตาแกะ          | 4       | 3.874  |  |
| 7.  | Tali-ai            | ตาลีอายร์        | 4       | 3.735  |  |
| 8.  | Yamu               | ยามู            | 5       | 8.434  |  |
| 9.  | Bang Pu            | บางปู           | 3       | 9.269  |  |
| 10. | Nong Raet          | หนองแรต        | 6       | 3.158  |  |
| 11. | Piya Mumang        | ปิยามุมัง         | 5       | 3.290  |  |
| 12. | Pulakong           | ปุลากง          | 4       | 1.834  |  |
| 13. | Baloi              | บาโลย          | 4       | 2.420  |  |
| 14. | Saban              | สาบัน           | 5       | 2.532  |  |
| 15. | Manang Yong        | มะนังยง         | 5       | 5.187  |  |
| 16. | Rata Panyang       | ราตาปันยัง       | 5       | 3.965  |  |
| 17. | Charang            | จะรัง           | 7       | 4.366  |  |
| 18. | Laem Pho           | แหลมโพธิ์        | 4       | 7.994  |  |